# Dizin

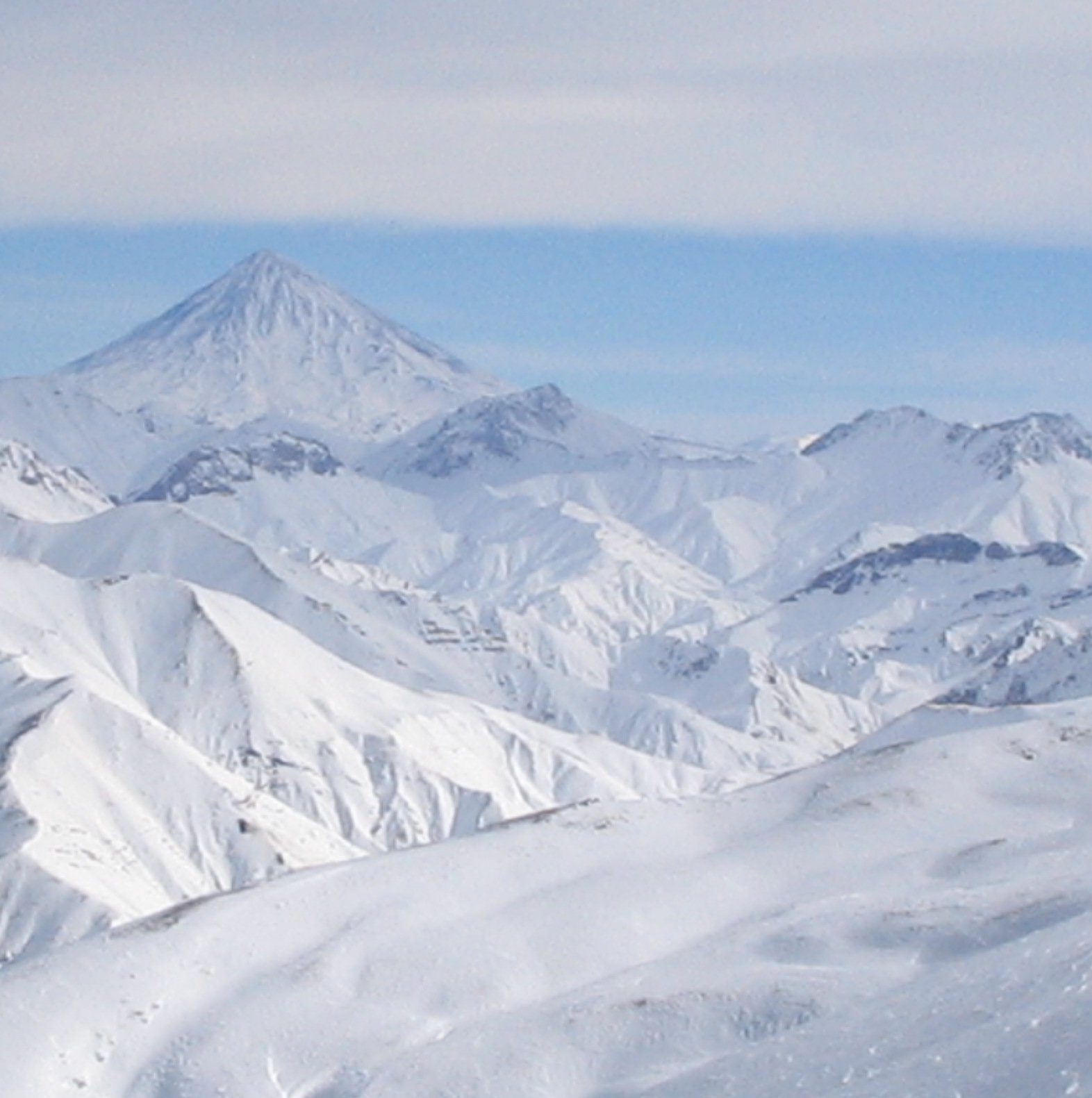
Le mont Damavand vu depuis le haut des pistes de Dizin.

Dizin (en persan : دیزین) est une station de ski d'Iran, la plus étendue du pays, dépendant de la ville de Karadj, dans la chaîne de montagne de l'Albourz, non loin du mont Damavand.
Dizin fut fondée en 1969 et acquit sa réputation grâce à la qualité de sa neige, due à son altitude (une des 20 stations de ski les plus hautes du monde) et à ses pistes orientées au nord. Des hôtels, villas et appartements privés autour de la station de ski permettent d'accueillir des milliers de personnes tous les ans.
Il existe deux accès depuis Téhéran :
- Le principal (130 km ou deux heures de route) passe par KARAJ (40 km à l'ouest de la capitale). Il faut alors prendre la direction de CHALUS (ville proche de la Caspienne) en montant vers le nord. En chemin on longe le beau lac de barrage Amir Kabir. Peu après le village de Gachsar, on quitte la route principale pour prendre à droite pour les derniers 10 km la direction de DIZIN.
- l'autre itinéraire qui passe par Shemshak est beaucoup plus court (70 km) mais monte plus haut et de ce fait est très enneigé et ne peut être emprunté qu'en fin de saison de ski.

Le domaine skiable consiste en un vaste cirque structuré ainsi :
- à gauche un vallon desservi par une télécabine de 500 m de dénivellation
- au centre une télécabine en 2 tronçons de 900 m de dénivellation. Le 2e tronçon est doublé par un télésiège. On trouve aussi 4 téléskis partant plus ou moins de la station intermédiaire.
- à droite un vallon de 700 m de dénivellation équipé ainsi : un premier tronçon desservi par une télécabine doublée d'un télésiège, un deuxième tronçon desservi par un télésiège doublé d'un téléski. On trouve à la station intermédiaire un téléski pour débutants et un grand téléski partant à l’extrême droite du domaine.
- enfin, au bas de la station existent encore deux téléskis

Le tout est parfaitement interconnecté en de nombreux endroits.
Remarque : la source des altitudes mentionnées ici est Google Earth. Étrangement, le site de la station indique des altitudes 200 m plus basses (avec la même dénivellation).